# Concert at Sea 2012
Concert at Sea 2012 was de zevende editie van het jaarlijkse popfestival Concert at Sea. De zevende editie vond plaats op vrijdag 29 en zaterdag 30 juni 2012 met 30.000 bezoekers op vrijdag en 40.000 bezoekers op zaterdag.

## Geschiedenis
Dit jaar waren de weekendkaarten 60 euro en dagkaarten 35 euro. De kaartverkoop startte op 22 oktober 2011. Mensen die een voucher hadden vanwege de afgelaste zaterdag afgelopen jaar konden al eerder kaarten kopen.
Omdat het voorgaande jaar de zaterdag niet door kon gaan vanwege het weer, zijn de artiesten die die dag gepland stonden dit jaar opnieuw gevraagd. Op 23 december 2011 werd bekend dat De Dijk en VanVelzen aanwezig zullen zijn. Op 8 maart 2012 werd bekend dat een groot deel van het programma van het voorgaande jaar dit jaar weer op het programma staan, maar dat ook bijvoorbeeld Golden Earring aanwezig zal zijn. Op 13 april werden er nog meer namen bekend gemaakt, namelijk Trijntje Oosterhuis, Krystl, Lorrainville en Lefties Soul Connection.
Dit jaar werd er voor de tweede keer Cøver at Sea gehouden, mensen konden via de website van 3fm stemmen op welke nummers er gecoverd moesten worden. 
Concert at Sea trok 70.000 bezoekers, en was daarmee uitverkocht.

## Programma
De volgende artiesten stonden op de zevende editie van Concert at Seaː

### Vrijdag 29 juni

#### Zeeland podium
- 17:30-18:30 Cøver at Sea: BLØF, Elske DeWall, VanVelzen, Krystl, Ed Struijlaart, Waylon
- 19:15-20:15 Acda en De Munnik
- 21:00-22:00 VanVelzen
- 22:45-00:00 Golden Earring

#### Umoja podium
- 18:30-19:00 Pop aan Zee Talent: Gork A27
- 20:15-21:00 Krystl
- 22:00-22:45 & 00:00-01:00 Wipneus & Pim

### Zaterdag 30 juni

#### Zeeland podium
- 13:00-13:45 Trijntje Oosterhuis
- 14:30-15:15 Waylon
- 16:00-16:45 Go Back to the Zoo
- 17:30-18:30 De Dijk
- 19:15-20:15 Ilse DeLange
- 21:00-22:00 The Baseballs
- 22:45-00:15 BLØF

#### Umoja podium
- 14:00-14:30 Volt Violin
- 15:15-16:00 Lorrainville
- 16:45-17:30 Gemma Hayes

- 18:30-19:15 Ed Struijlaart
- 20:15-21:00 Lefties Soul Connection
- 22:00-22:45 Memphis Maniacs
- 00:15-01:00 90's NOW

Ook dit jaar werd het weer gepresenteerd door Joep van Deudekom, Viggo Waas en Peter Heerschop.
2006 · 2007 · 2008 · 2009 · 2010 · 2011 · 2012 · 2013 · 2014 · 2015 · 2016 · 2017 · 2018 · 2019 · 2020 · 2022 · 2023 · 2024